# 33rd Fighter Wing

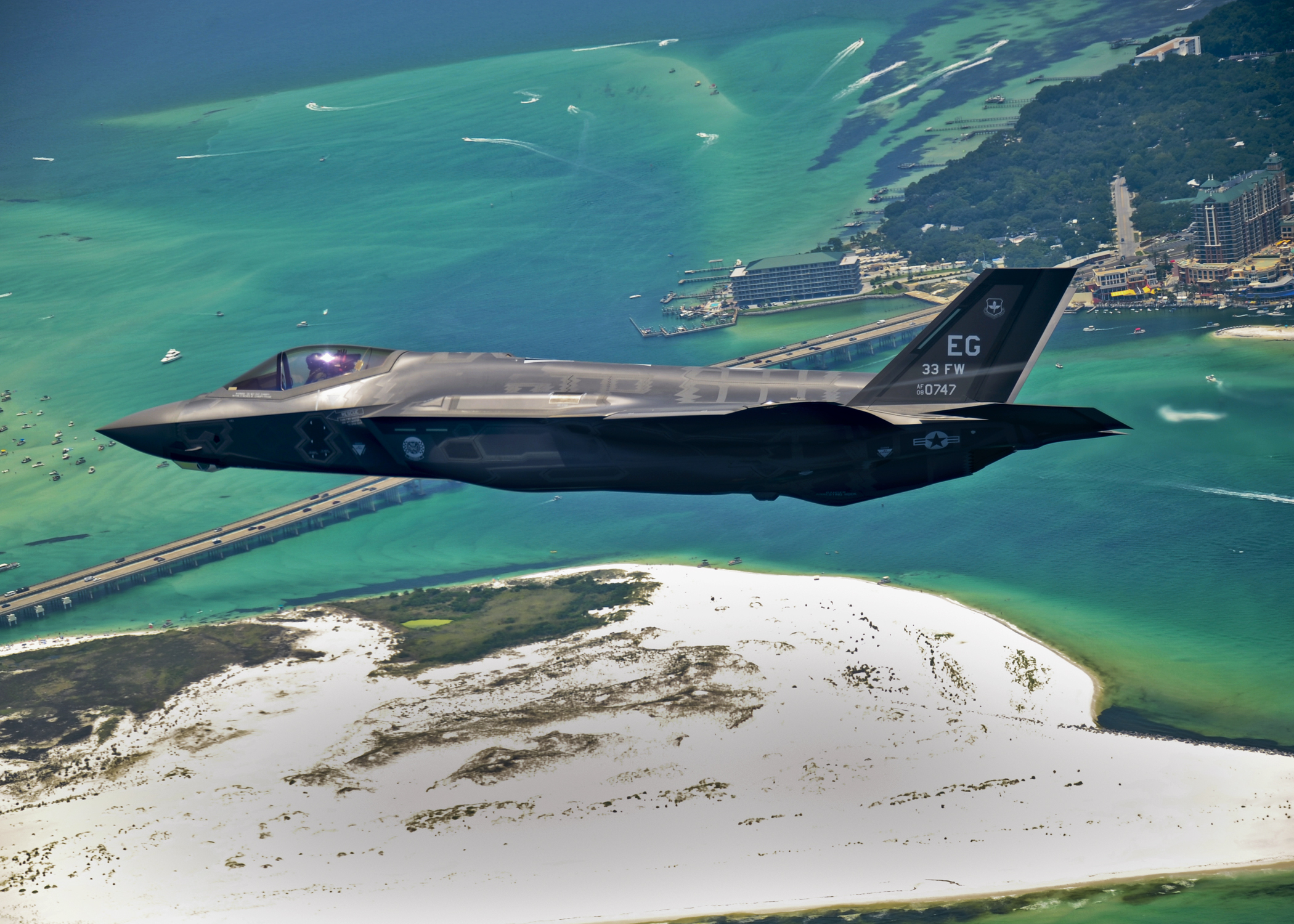
F-35A dello Stormo

Il 33rd Fighter Wing è uno Stormo da addestramento avanzato dell'Air Education and Training Command, inquadrato nella Nineteenth Air Force. Il suo quartier generale è situato presso la Eglin Air Force Base, in Florida.

## Organizzazione
Attualmente, al settembre 2017, lo stormo controlla:
- 33rd Operations Group, codice visivo di coda EG
  -  58th Fighter Squadron - Equipaggiato con 25 F-35A
  -  60th Fighter Squadron - Equipaggiato con F-35A
  - 33rd Operations Support Squadron
  - 337th Air Control Squadron, Tyndall Air Force Base, Florida
- 33rd Maintenance Group
  - 33rd Aircraft Maintenance Squadron
  - 33rd Maintenance Operations Squadron
  - 33rd Maintenance Squadron
- F-35 Joint Program Affiliated
  - Strike Fighter Squadron VFA-101, United States Navy - Equipaggiato con 15 F-35C
  - 359th Training Squadron, 82nd Training Wing
  - Field Training Detachment 19, 372nd Training Squadron